# Hollegada
Hollegada war ein Längenmaß in Brasilien.
- 1 Hollegada = 2,75 Zentimeter